# آرثر إل. هيرمان
آرثر إل. هيرمان (بالإنجليزية: Arthur L. Herman)‏ هو مؤرخ أمريكي، ولد في 1956.

## وصلات خارجية
- آرثر إل. هيرمان على موقع الموسوعة البريطانية (الإنجليزية)